# Neonatologie

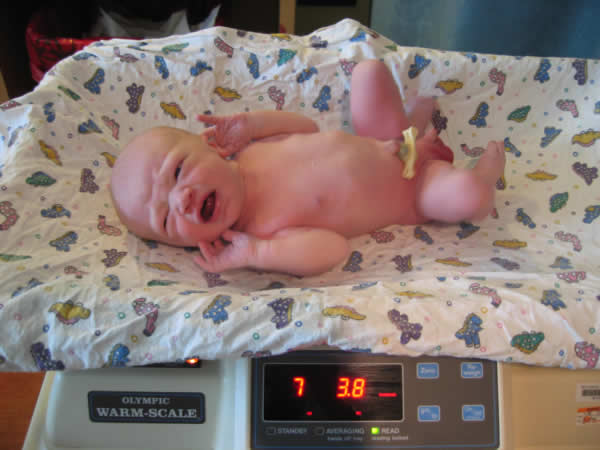
Vážení novorozence

Neonatologie je certifikovaný obor základního oboru pediatrie, který se specializuje na komplexní péči o všechny novorozence od okamžiku přerušení pupečníku až do 28. dne života nebo do propuštění domů. 

## Neonatolog
Podle současných předpisů je neonatologie specializační obor, pro jehož absolvování je vyžadována nejméně pětiletá praxe podle plánu oboru pediatrie a nejméně rok praxe na akreditovaném neonatologickém pracovišti.
Neonatolog je nejvýše kvalifikovaným odborníkem v oblasti péče o novorozence a je oprávněn pracovat na všech úsecích péče o novorozence, zejména na neonatologických pracovištích III. typu (perinatologických centrech III. typu). Získaná specializace opravňuje držitele ucházet se o místo vedoucího lékaře na neonatologických pracovištích II. typu a přednosty na neonatologických odděleních III. typu. Současně získává odbornou kvalifikaci podílet se na pregraduálním a postgraduálním vzdělávání v oboru neonatologie.

### Novorozenec

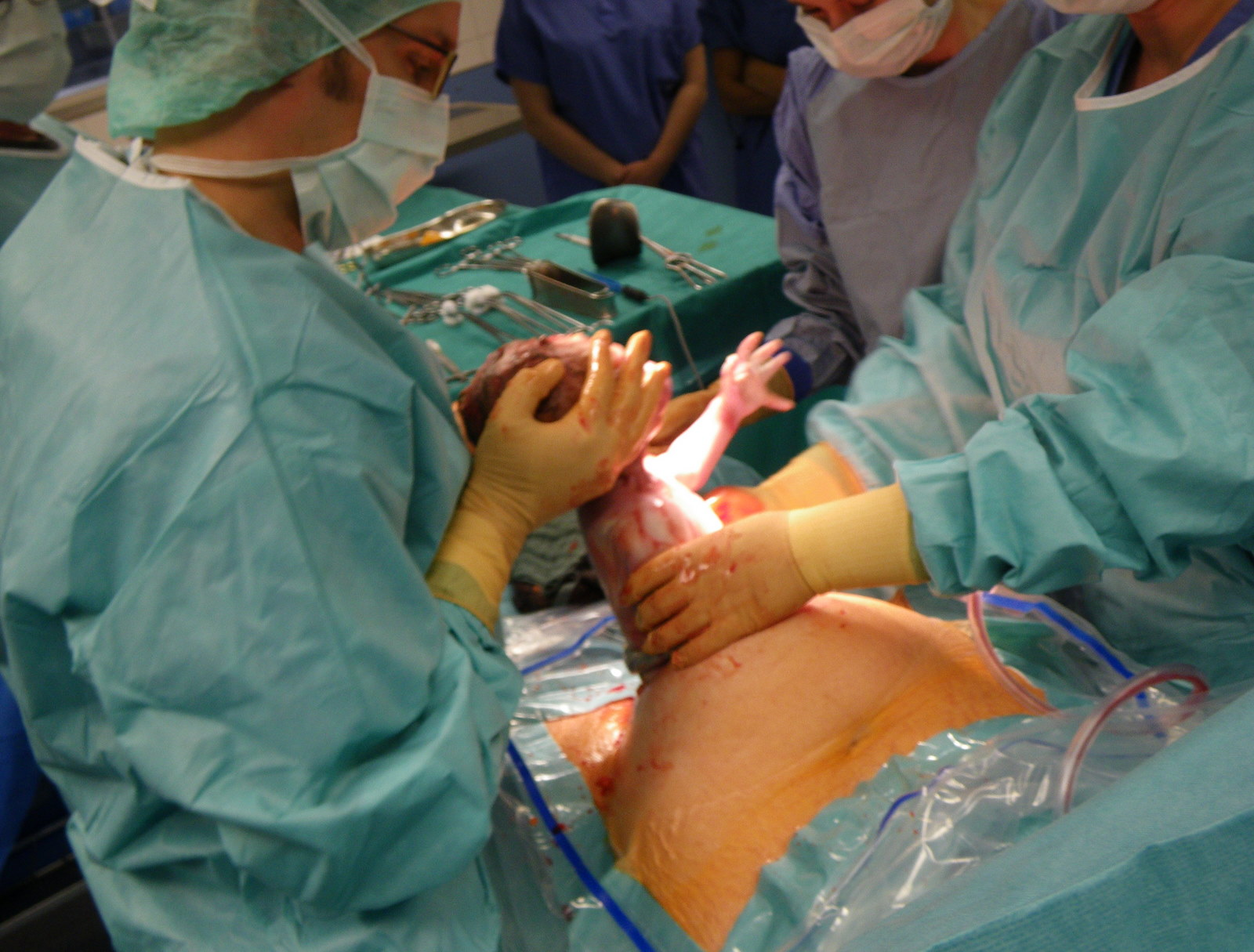
Porod císařským řezem

Novorozenecký věk je definován jako věk od narození do 28. dne a to bez ohledu na to, zda došlo k porodu v termínu či nikoliv. Pokud je novorozenec zdravý a narodil se v termínu (tj. 40. týden těhotenství), měl by vykazovat následující známky donošenosti:
- výška 50 cm, váha 2500 - 4800 g
- dobře vyvinutý podkožní tuk
- kůže je růžová a krytá mázkem
- na hlavě jsou jemné vlasy
- nehty překrývají konce prstů
- plosky nohou jsou rýhované
- ušní boltce jsou dobře vyvinuty
- genitál je zralý

## Neonatologická pracoviště

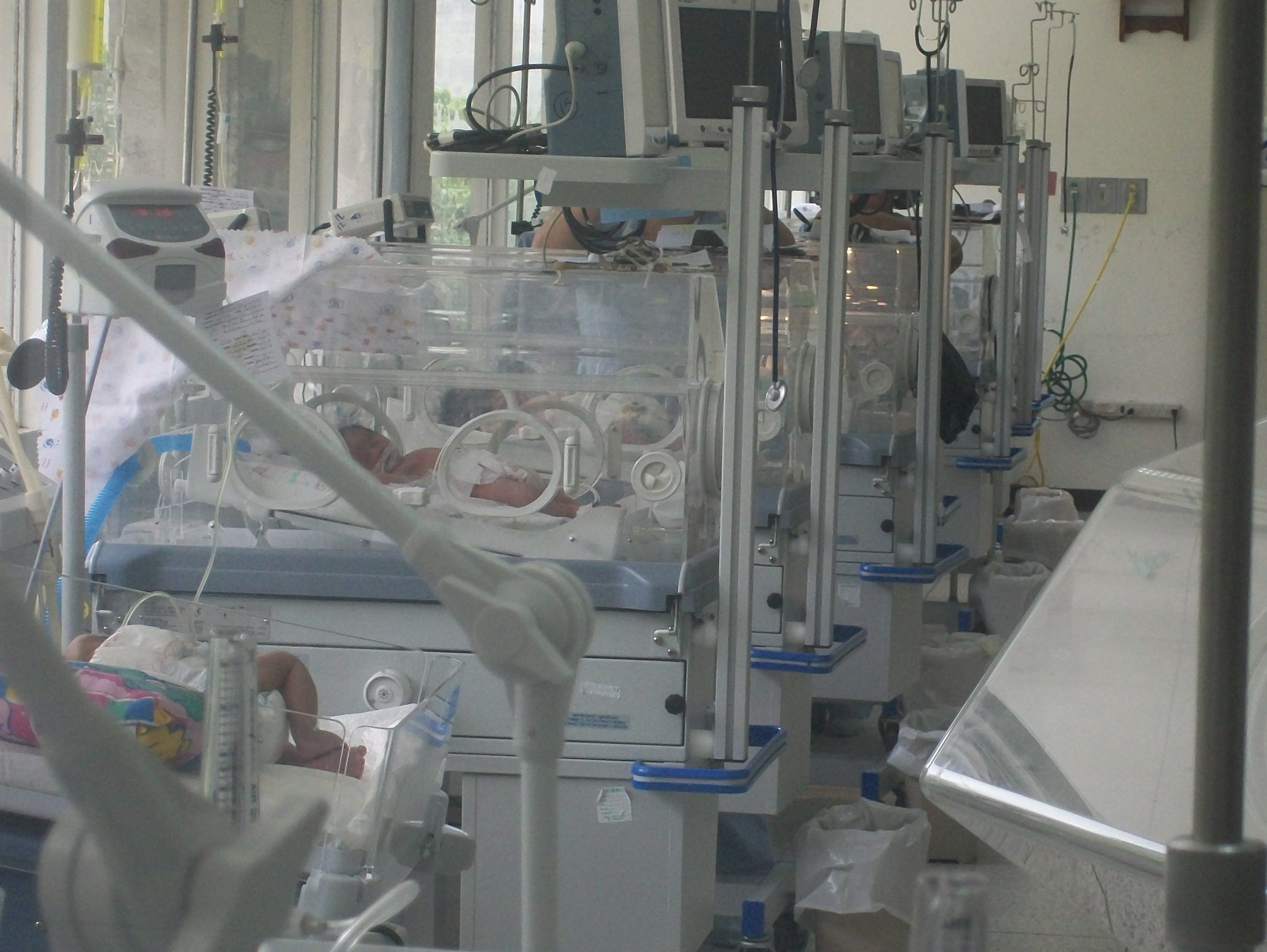
Novorozenecká jednotka intenzivní péče

Česká neonatologie je organizována do sytému třístupňové péče, který byl ustanoven v 90. letech minulého stolení. Jeho základem je transport všech rizikově těhotných žen na pracoviště vyššího typu (tzv. trasport "in utero" - s dítětem v děloze). Díky tomu se více než 90% nezralých novorozenců narodí přímo na pracovišti, které má s péčí o předčasně narozené děti dostatek zkušeností. Toto opatření výzmamně zvyšuje šanci nezralého dítěte na přežití bez závažného postižení. 
Neonatologická pracoviště jsou obvykle součástí porodnic, nebo dětských ooddělení a jsou organizována do tří stupňů: 
- pracoviště I. stupně - zajišťují péči o zdravé a donošené, nebo jen lehce nezralé novorozence s mírnou adaptací
- pracoviště II. stupně - zajišťují péči o středně nezralé novorozence a o novorozence se středně těžkou adaptací
- pracoviště III. stupně (perinatologická centra) - zajišťují intenzivní péči pro těžce a extrémně nezralé novorozence, pro novorozence s těžkou adaptací a kriticky nemocné novorozence.

### Pracoviště I.stupně
Pracoviště I. stupně, nebo též regionální pracoviště, zajišťují poporodní péči o zdravé nebo jen lehce nezralé novorozence. Péči o novorozence na těchto odděleních obvykle zajišťují převážně pediatři, celodenní přítomnost lékaře specialisty, neonatologa, není běžná. Předčasně narození novorozenci a novorozenci se závažnými komplikacemi narození na těchto oddělních jsou po porodu převáženi na pracoviště II. a III. stupně, anebo na oddělení dětské intenzivní a resuscitační péče. Obvykle jsou součástí porodnic. V roce 2006 bylo v ČR 115 novorozeneckých oddělení.

### Pracoviště II.stupně: Perinatologické centrum intermediární péče (PCIMP)
Pracoviště II. stupně, nebo též intermediární pracoviště, jsou obvykle spádovými pracovišti pro pracoviště I. stupně. Zajišťují péči o novorozence se středně těžkou adaptací, nejčastěji o předčasně narozené děti narozené po 32. týdnu těhotenství. Jsou schopna zajistit krátkodobou podporu dýchání, nemají však vybavení pro dlouhodobou intenzivní péči. Péči zajišťují pediatři a neonatologové. 
V roce 2025 je v ČR těchto center 15: Havlíčkův Brod, Hořovice, Jihlava, Karlovy Vary, Kladno, Kolín, Liberec, Mladá Boleslav, Pardubice, Písek, Praha 4 (Krč), Praha 8 (Bulovka), Praha 10 (FNKV), Ostrava a Uherské Hradiště.  

### Pracoviště III.stupně: Perinatologické centrum intenzivní péče (PCIP)
Pracoviště III. stupně, poskytují péči novorozencům s těžkou adaptací, včetně nejzávažnějších stavů a komplikací. Poskytují péči těžce a extrémně nezralým novorozencům a kriticky nemocným novorozencům. Tato pracoviště mohou zajistit i dlouhodobou intenzivní péči včetně umělé plicní ventilace. Na některých pracovištích je i možnost zajistit mimotělní okysličování krve. Velmi výhodný je při hrozícím předčasném porodu převoz matky na pracoviště II. nebo III. stupně, kde se novorozenci dostane ihned po porodu adekvátní péče. Tento tzv. transport in utero (lat. v děloze) podstatně zvyšuje naději novorozence nejen na přežití, ale i na minimalizaci následků.
Neonatologie bývá vystavována kritice, že umožňuje přežití i těžce postiženým dětem a tím zvyšuje zátěž pro systém zdravotní a sociální péče. Podle statistik (ústní sdělení) však počet zdravotně postižených dětí v důsledku špatné poporodní adaptace zůstává stejný - neonatologie umožňuje přežít i těžce postiženým, kteří by bez péče zemřeli, ale zároveň díky péči neonatologů mnohé děti, které by skončily se zdravotním postižením, pokračují do dalšího života s minimálním nebo s žádným poškozením.
V roce 2025 je v ČR těchto center 12: Brno (Obilní trh), České Budějovice, Hradec Králové, Most, Olomouc, Ostrava, Plzeň, Praha 2 (VFN - Apolinář), Praha 4 (ÚPMD - Podolí), Praha 5 (Motol), Ústí nad Labem, Zlín